# Jacksonella
Jacksonella là một chi nhện trong họ Linyphiidae.